# Strand-Dreizack
Der Strand-Dreizack (Triglochin maritima), auch Salz-Dreizack oder Röhrkohl genannt, ist eine grasartige Pflanzenart, die zur Familie der Dreizackgewächse (Juncaginaceae) gehört. Der Strand-Dreizack kann als Gemüse (Röhrkohl) gekocht werden, ist für Vieh jedoch giftig.

## Beschreibung

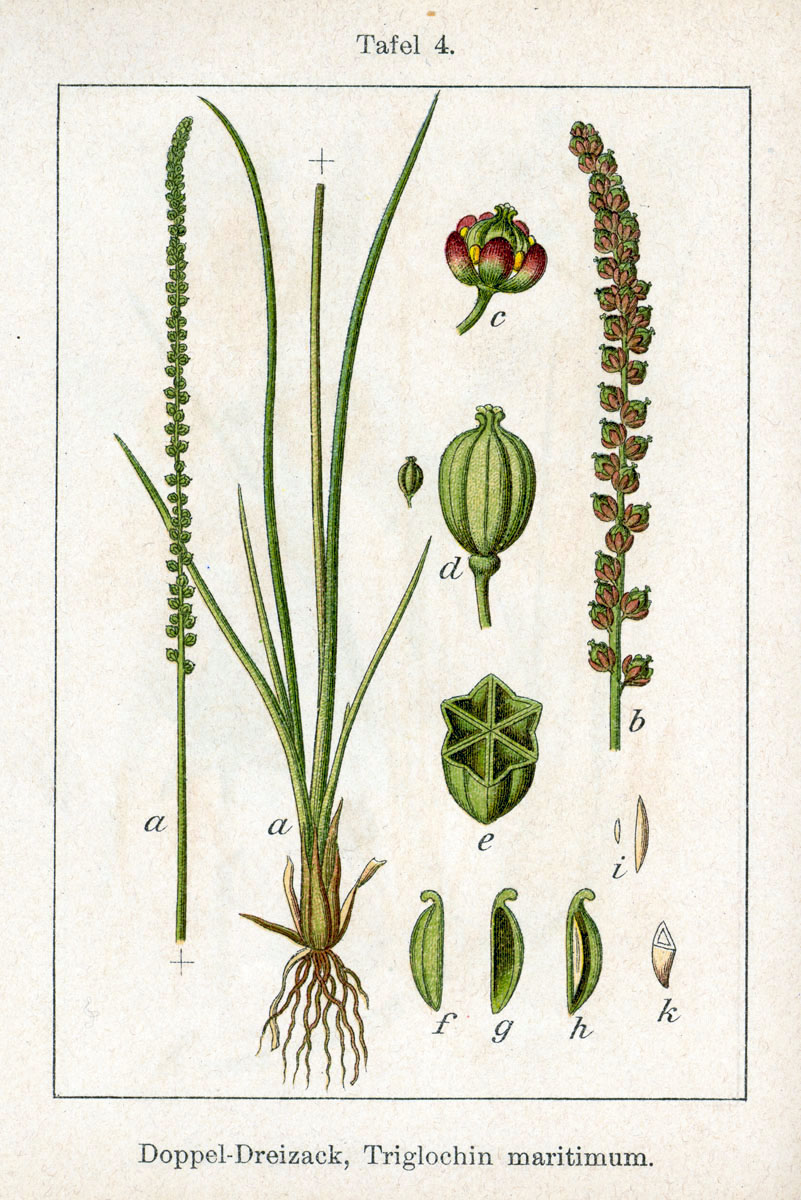
Illustration des Strand-Dreizacks

Der Strand-Dreizack ist eine ausdauernde, zwischen 10 und 60 Zentimeter Wuchshöhe erreichende Pflanze mit meist horizontal wachsendem Rhizom und kurzen dicken Ausläufern. Die Stängel sind blattlos. Die grasartigen, derben Grundblätter sind linealisch geformt, sind vielröhrig und besitzen ein langes Blatthäutchen (Ligula). Die Blätter sind im Querschnitt auf einer Seite abgeflacht, bis 4 Millimeter breit und am Ende der Blattscheide mit einem einfachen Öhrchen.
In einer bis zu 20 Zentimeter langen Traube stehen die Einzelblüten dicht zusammen. Die grün bis rötlich gefärbten und zwittrigen Blüten sind meist radiärsymmetrisch. Die Blütenstiele sind 1 bis 4 Millimeter lang. Sechs grünliche Blütenhüllblätter hüllen sechs fast sitzende Staubblätter und den sechsteiligen oberständigen Fruchtknoten ein. Die sechs Narben sind rötlich und kurz gefiedert. Die ebenfalls sechsteilige, eiförmige Spaltfrucht ist etwa 6 Millimeter lang und ist bei Reife von unten nicht spreizend. Die Fruchtblätter sind am Rücken gefurcht und lösen sich bei Reife voneinander und fallen einzeln ab.
Die Chromosomenzahl beträgt 2n = 48.

## Ökologie
Der Strand-Dreizack ist eine ausdauernde Rosettenpflanze und eine Schaftpflanze bzw. eine Salzpflanze. Die Blätter besitzen mehrere enge Luftröhren und riechen beim Zerreiben nach Chlor. Die Aminosäure Prolin kann bis zu 20 % des Trockengewichts der Pflanze enthalten sein, sie dient als osmotischer Ausgleich zur hohen Salzkonzentration in den Vakuolen. Als eine weitere Anpassung an den Salzstandort werden die älteren, stark salzhaltigen Blätter abgeworfen.
Die Bestäubung der Blüten erfolgt durch den Wind (Anemogamie). Die vorweiblichen Zwitterblüten sind als „unbeweglicher Typ“ windblütig. Die austretenden Pollen sammeln sich in den Perigonblättern und werden von hier aus vom Wind ausgeblasen. Blütezeit ist von Juni bis August.
Die Ausbreitung der Spaltfrüchte erfolgt meist durch Wasser oder sie werden als Klettfrüchte verbreitet, die sich im Fell von Tieren einbohren. Die Früchte sind Licht- und Kältekeimer.
Vegetative Vermehrung erfolgt durch unterirdische Ausläufer.

## Verbreitung und Standort

### Europa und Nordamerika
Der Strand-Dreizack ist auf der Nordhalbkugel weit verbreitet. Stellenweise ist er auch an den Küsten des südlichen Südamerika zu finden. In Mitteleuropa wächst der Strand-Dreizack im Wattenmeer auf zeitweise vom Meerwasser überspülten, schweren Schlickböden des Deichvorlandes, in der sogenannten Andelzone sowie in der Brackwasserzone der Flussästuare. An den Küsten ist er relativ weit verbreitet, während er im Binnenland selten ist. Er bevorzugt sehr feuchte, teils überflutete Salzwiesen, Röhrichte oder salzbeeinflusste Stellen im Binnenland. Er wächst in Gesellschaften der Klasse Asteretea tripolii.

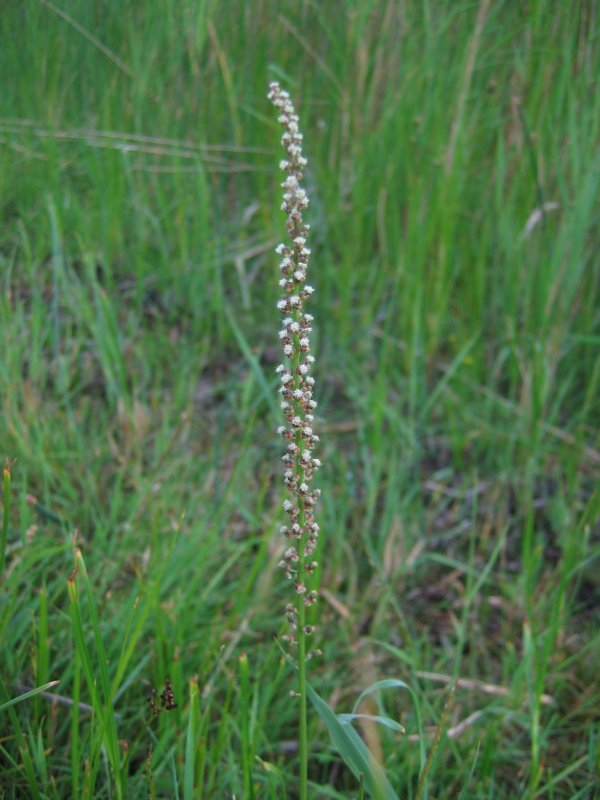
Traubiger Blütenstand des Strand-Dreizacks

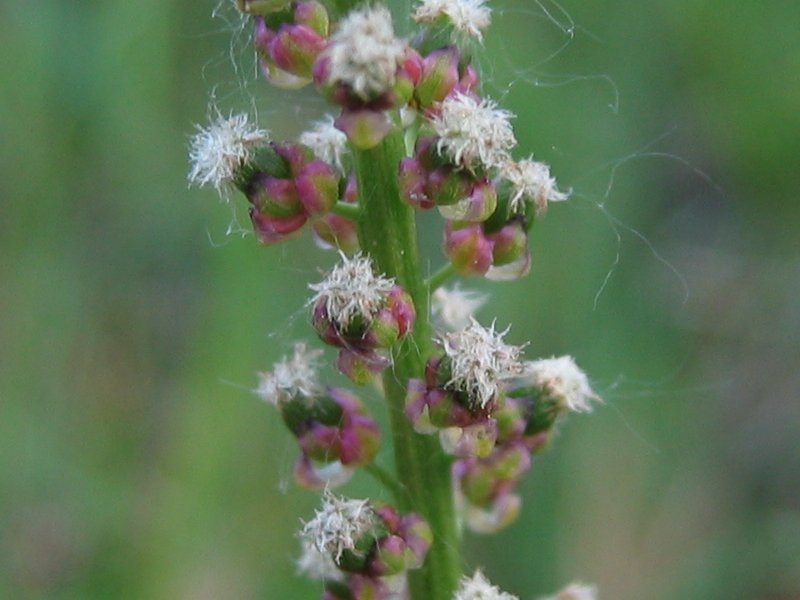
Ausschnitt des Blütenstandes

### Verbreitung in Österreich
In Österreich tritt der Salz-Dreizack um den Neusiedlersee zerstreut, sonst selten in der collinen Höhenstufe auf. Die Vorkommen beschränken sich auf die Bundesländer Burgenland und Niederösterreich.

## Gefährdung und Schutz
Der Strand-Dreizack wird in der Roten Liste gefährdeter Farn- und Blütenpflanzen Deutschlands als gefährdet eingestuft (Kategorie 3). Ursachen für den Rückgang der Populationen sind unter anderem die Umwandlung von Grünland in Äcker, das Brachfallen extensiv genutzter Frisch- und Feuchtwiesen, aber auch deren Nutzungsintensivierung sowie die ausbleibende Überflutung von Salzwiesen und Marschen durch Küstenschutzmaßnahmen.
Die Art gilt in Österreich als gefährdet.

## Verwendung
Der sogenannte „Röhrkohl“ ist in Norddeutschland ein traditionelles Frühjahrsgemüse. Es hat ein Aussehen ähnlich wie Schnittlauch und einen Geruch nach Chlor, welcher beim Kochen verschwindet. Der Geruch, der von dem zur Blütezeit gebildeten Alkaloid Triglochinin stammt, wehrt Pflanzenfresser ab. Traditionell darf der „Röhrkohl“ im Mai und Juni von Einheimischen geerntet werden. Das Betreten des Nationalparks Wattenmeer ist für andere zum Schutz der brütenden Vögel jedoch verboten. Der „Kohl“ wird wie Spargel gestochen, die hellen unterirdischen Pflanzenteile und das „Grüne“ werden verarbeitet. Das fertige Gericht ähnelt im Aussehen dem Grünkohl, hat aber einen anderen Geschmack. Da es sich um eine salzhaltige Pflanze handelt, wird kein zusätzliches Salz benötigt. Die Indianer Nordamerikas verwendeten die gerösteten Früchte als Nahrungsmittel.
Die Asche des Röhrkohls enthält viel Soda (Na2CO3). Deshalb wurde die Pflanze früher bei der Glasherstellung zur Verringerung des Schmelzpunktes verwendet.
Bei Weidevieh kann es durch den Verzehr des Strand-Dreizacks zu Vergiftungserscheinungen kommen.